# Pararistolochia promissa
Pararistolochia promissa är en piprankeväxtart som först beskrevs av Maxwell Tylden Masters, och fick sitt nu gällande namn av Ronald William John Keay. Pararistolochia promissa ingår i släktet Pararistolochia och familjen piprankeväxter. Inga underarter finns listade i Catalogue of Life.